# Бреннеке, Хорст
Хорст Отто Бреннеке (нем. Horst Otto Brennecke; род. 10 февраля 1939, Магдебург, Бранденбург) — восточногерманский хоккеист на траве, полевой игрок. Участник летних Олимпийских игр 1964 и 1968 годов.

## Биография
Хорст Бреннеке родился 10 февраля 1939 года в немецком городе Магдебург.
Играл в хоккей на траве за «Бёрде» и «Лейпциг». В составе «Лейпцига» в 1961 году стал чемпионом ГДР по хоккею на траве, трижды — в 1960, 1963 и 1968 годах — чемпионом ГДР по индорхоккею.
В составе сборной ГДР участвовал в предолимпийских отборочных матчах против ФРГ.
В 1964 году вошёл в состав сборной ГДР по хоккею на траве, выступавшей под маркой Объединённой германской команды на летних Олимпийских играх в Токио, занявшей 5-е место. Играл в поле, провёл 9 матчей, мячей не забивал.
В 1968 году вошёл в состав сборной ГДР по хоккею на траве на летних Олимпийских играх в Мехико, занявшей 11-е место. Играл в поле, провёл 7 матчей, мячей не забивал.
В 1967—1978 годах провёл за сборную ГДР 81 матч.